# Escola Universitària Salesiana de Sarrià - EUSS Enginyeria
L'Escola Universitària Salesiana de Sarrià (EUSS) és un centre acadèmic adscrit a la Universitat Autònoma de Barcelona, sota la titularitat de la Fundació Privada Rinaldi. Fundada el 1994, la seva ubicació és al passeig de Sant Joan Bosco, a l'extrem del barri de les Tres Torres, Barcelona.
L'Escola ofereix programes d'estudis universitaris en enginyeria enfocats a la branca industrial, incloent graus com Electrònica Industrial i Automàtica, Energies Renovables i Eficiència Energètica, Mecànica, Automoció i Organització Industrial. A més, ofereix programes de postgrau, com el màster universitari en Direcció d'Empreses Industrials i altres programes propis.